# Gütersloh Hauptbahnhof
Der Bahnhof Gütersloh Hbf liegt in Gütersloh an der elektrifizierten, viergleisigen Hauptstrecke Ruhrgebiet–Hannover, einer 1847 eröffneten Teilstrecke der ehemaligen Köln-Mindener Eisenbahn-Gesellschaft. Die beiden Bahnsteige für den Regional- und Fernverkehr befinden sich an der zweigleisigen „Personenbahn“ Hamm (Westf) Pbf – Minden (Westf) Gbf (Strecke 1700), während die ebenfalls zweigleisige „Güterbahn“ Hamm Rbf Hvn – Minden (Westf) Gbf (Strecke 2990) keine Bahnsteige aufweist und nur bei Umleitungen von Reisezügen befahren wird. Von dieser Strecke zweigt in Rheda-Wiedenbrück die Warendorfer Bahn nach Münster ab. Im Empfangsgebäude befindet sich heute ein DB-Reisezentrum, wo Fahrkarten gekauft werden können. Auch ein Restaurant/Bistro, eine Bäckerei mit Mini-Supermarkt, eine Bahnhofsbuchhandlung und eine Radstation mit Gepäckaufbewahrung sind vorhanden.

## Zugangebot

### Fernverkehr
Im Schienenpersonenfernverkehr wird der Bahnhof von einer ICE-Linie und zwei Intercity-Linien sowie einer Flixtrain-Linie bedient:
| Linie                                                                                       | Linienverlauf | Takt               |
| ------------------------------------------------------------------------------------------- | --- | ------------------ |
| ICE 14                                                                                      | Ostseebad Binz – Stralsund – Berlin Ostbahnhof – Berlin – Berlin-Spandau – Stendal – Wolfsburg – Hannover – Bad Oeynhausen – Herford – Bielefeld – Gütersloh – Hamm – Dortmund – Bochum – Essen – Mülheim – Duisburg – Düsseldorf – Köln | einzelne Züge      |
| IC 32                                                                                       | Berlin – Berlin-Spandau – Wolfsburg – Hannover – Herford – Bielefeld – Gütersloh – Hamm – Dortmund – Bochum – Essen – Mülheim – Duisburg – Düsseldorf Flughafen – Düsseldorf – Köln – Bonn – Remagen – Andernach – Koblenz – Bingen – Mainz – Worms – Mannheim – Heidelberg – Stuttgart (– Plochingen – Nürtingen – Metzingen – Reutlingen – Tübingen) | 2 Zugpaare (Fr/So) |
| IC 55                                                                                       | Dresden – Dresden-Neustadt – Riesa – Leipzig – Flughafen Leipzig/Halle – Halle – Köthen – Magdeburg – Helmstedt – Braunschweig – Hannover – Minden – Herford – Bielefeld – Gütersloh – Hamm – Dortmund – Hagen – Wuppertal – Solingen – Köln | 120 min            |
| FLX 30                                                                                      | (Dresden / Leipzig – Berlin Südkreuz –) Berlin – Berlin-Spandau – Stendal – Hannover – Bielefeld – Gütersloh – Dortmund – Essen – Duisburg – Düsseldorf – Köln – Aachen | einzelne Züge      |
| Bahnhöfe, an denen nur vereinzelt Züge der jeweiligen Linie halten, sind kursiv dargestellt | |                    |

Die Züge der Linien 14 und 32 verkehren insbesondere freitags und sonntags, die Linie 14 aber auch an anderen Wochentagen. Eine weitere Direktverbindung der Linie 14 gibt es zwischen Berlin und Aachen. Nachts und in Tagesrandlage halten in Gütersloh einige ICE-Züge der Linien 10 und 14 zwischen Köln und Berlin.

### Nahverkehr
Im Personennahverkehr besteht ein 30-Minuten-Takt zwischen Gütersloh und Hamm. Nach Bielefeld gibt es seit Dezember 2006 drei Fahrtmöglichkeiten je Stunde. In Gütersloh Hbf halten folgende Linien:

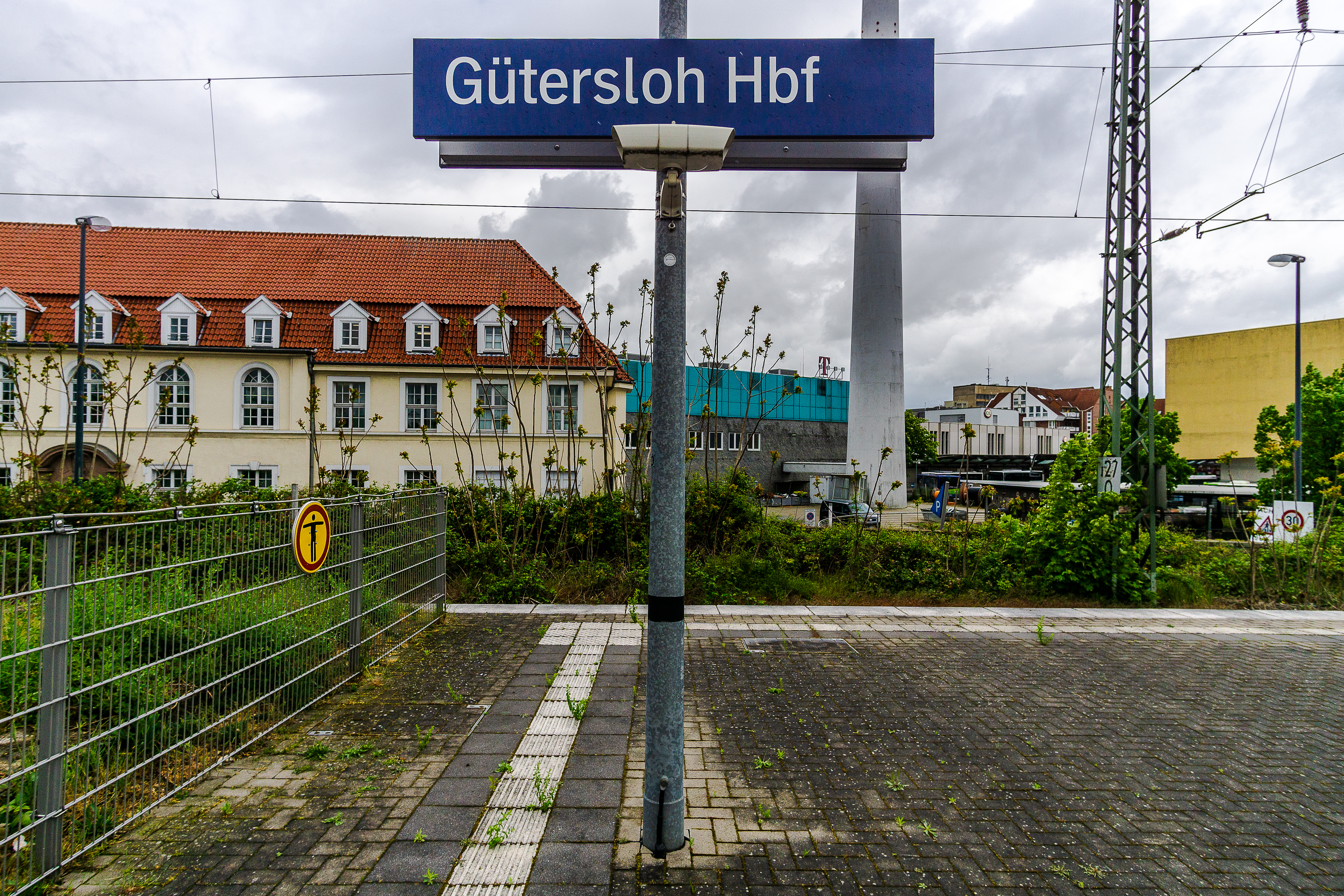
Bahnhofsschild am Bahnsteig

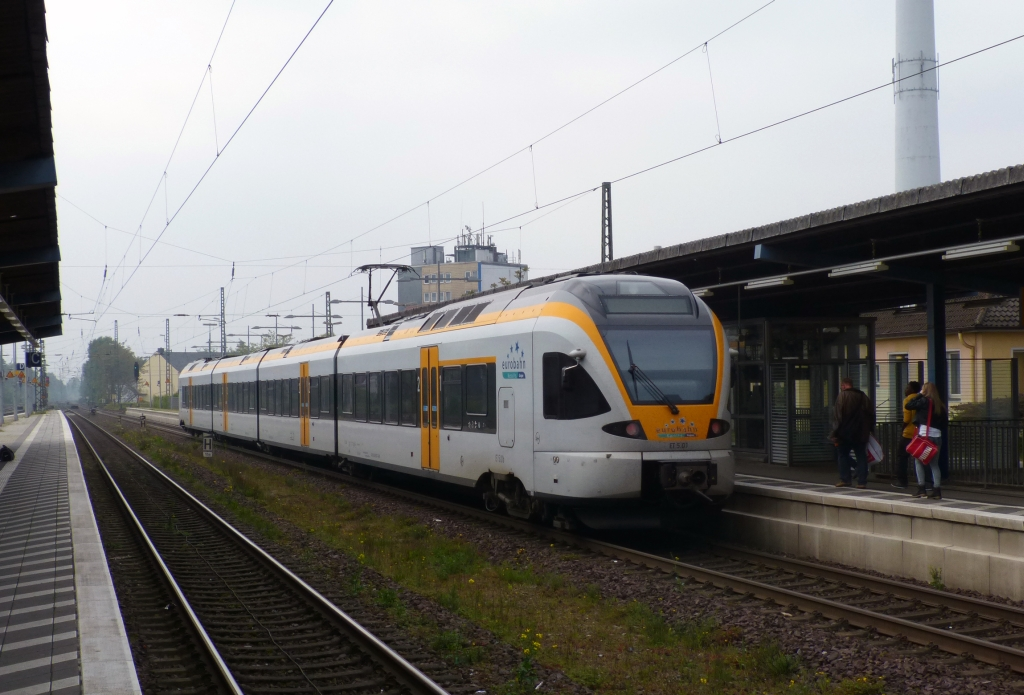
RB69 nach Münster (Westfalen) in Gütersloh Hbf

| Linie      | Linienbezeichnung/Linienverlauf | Takt   | Betreiber        |
| ---------- | --- | ------ | ---------------- |
| RE 6 (RRX) | Rhein-Weser-Express: Köln/Bonn Flughafen – Köln Hbf – Dormagen – Neuss Hbf – Düsseldorf-Bilk – Düsseldorf Hbf – Düsseldorf Flughafen – Duisburg Hbf – Mülheim (Ruhr) Hbf – Essen Hbf – Wattenscheid – Bochum Hbf – Dortmund Hbf – Kamen – Hamm (Westf) Hbf – Heessen – Ahlen (Westf) – Beckum-Neubeckum – Oelde – Rheda-Wiedenbrück – Gütersloh Hbf – Bielefeld Hbf – Herford – Löhne (Westf) – Bad Oeynhausen – Porta Westfalica – Minden (Westf) Stand: Fahrplanwechsel Dezember 2023 | 60 min | National Express |
| RB 67      | Warendorfer Bahn: Münster (Westf) Hbf – Telgte – Warendorf-Einen-Müssingen – Warendorf – Beelen – Clarholz – Herzebrock – Rheda-Wiedenbrück – Gütersloh Hbf – Isselhorst-Avenwedde (einzelne Züge morgens an Werktagen) – Bielefeld-Brackwede – Bielefeld Hbf Stand: Fahrplanwechsel Dezember 2021 | 60 min | Eurobahn         |
| RB 69      | Ems-Börde-Bahn (verkehrt zwischen Münster und Hamm zusammen mit der unter gleichem Namen fahrenden RB 89): Münster (Westf) Hbf – Münster-Hiltrup – Rinkerode – Drensteinfurt – Mersch (Westf) – Bockum-Hövel – Hamm (Westf) Hbf – Heessen – Ahlen (Westf) – Beckum-Neubeckum – Oelde – Rheda-Wiedenbrück – Gütersloh Hbf – Isselhorst-Avenwedde – Bielefeld-Brackwede – Bielefeld Hbf Stand: Fahrplanwechsel Dezember 2021                                                              | 60 min | Eurobahn         |

### Nahverkehrstarife
Der Bahnhof liegt im Bereich des regionalen Verbundtarifs „WestfalenTarif“ (OWL Verkehr GmbH). Außerdem gilt der NRW-Tarif.

## Bahnhofsanbindung
Direkt gegenüber vom Hbf befindet sich ein zentraler Omnibusbahnhof. Von hier wird das Gütersloher Stadtgebiet durch ein sternförmiges Stadtbusnetz der Stadtbus Gütersloh GmbH, einem Tochterunternehmen der Stadtwerke Gütersloh, erschlossen. Darüber hinaus bestehen Regiobusverbindungen in die Nachbarstädte.
In fußläufiger Nähe liegt jenseits von ehemaliger Hauptpost und Friedrich-Ebert-Straße seit 1925 der Bahnhof Gütersloh Nord der Teutoburger Wald-Eisenbahn (TWE), die bis 1977/78 Personenverkehr auf der Bahnstrecke Ibbenbüren–Hövelhof betrieb. Dieser Kopfbahnhof dient heute noch sporadisch dem Museumsbahnbetrieb des „Teuto-Express“ als Endpunkt. Eine direkte Gleisverbindung gibt es hier auf der Westseite nicht, die Übergabe erfolgt östlich der Strecke.
Siehe auch: Nahverkehr in Gütersloh

## Geschichte

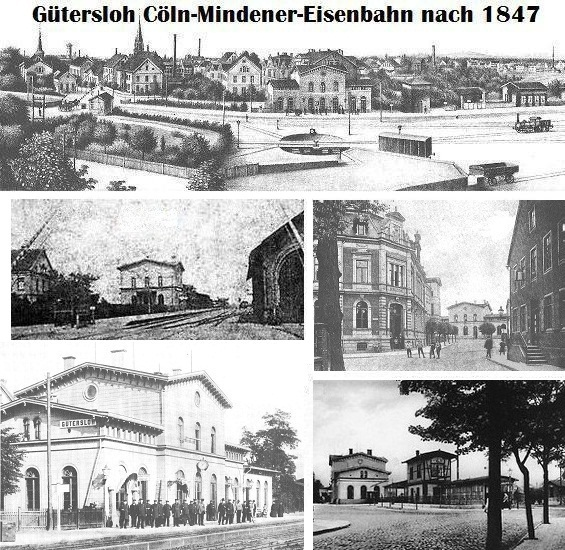
Güterslohs erstes Bahnhofsgebäude der Cöln-Mindener-Eisenbahn von 1847

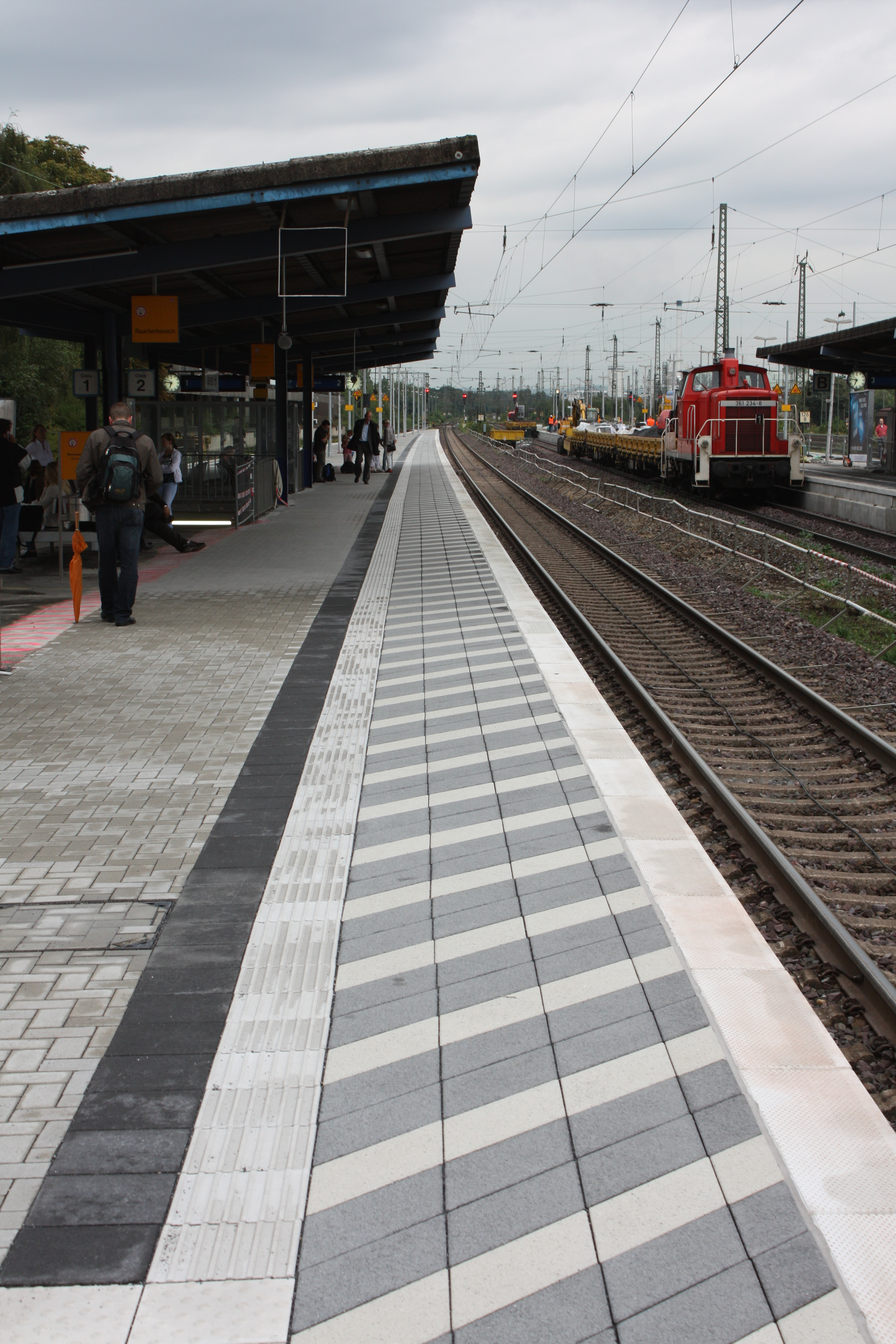
Die im August 2010 fertiggestellte neue Bahnsteigkante an Gleis 2: schraffierte Pflasterung als Sicherheitsabstand bei den 200 km/h schnellen ICE-Durchfahrten.

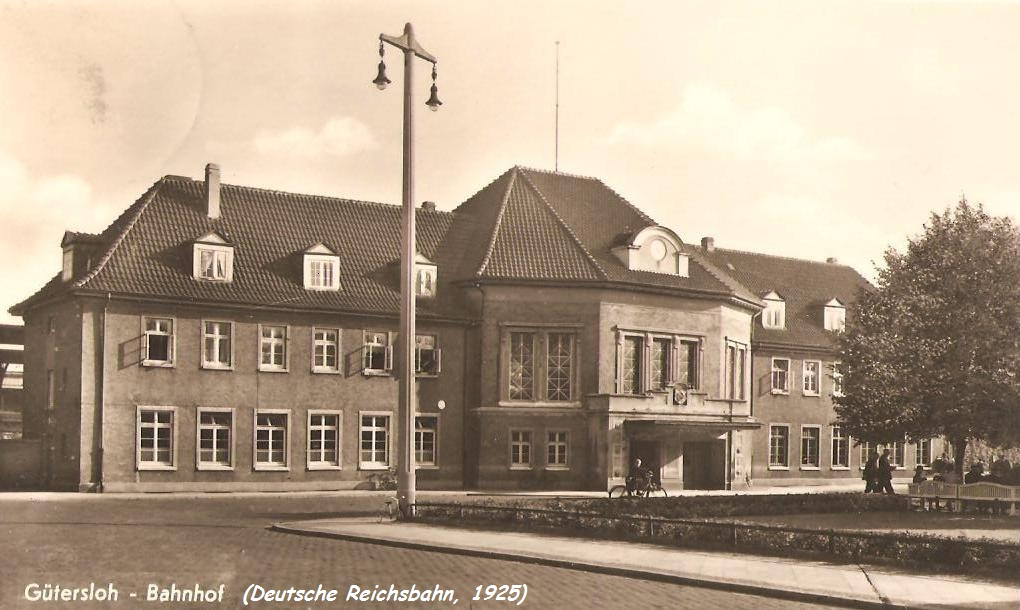
Das 1925 eröffnete Bahnhofsgebäude existierte in dieser Form nur knapp 20 Jahre, Empfangshalle und rechter Flügel wurden 1945 zerstört.

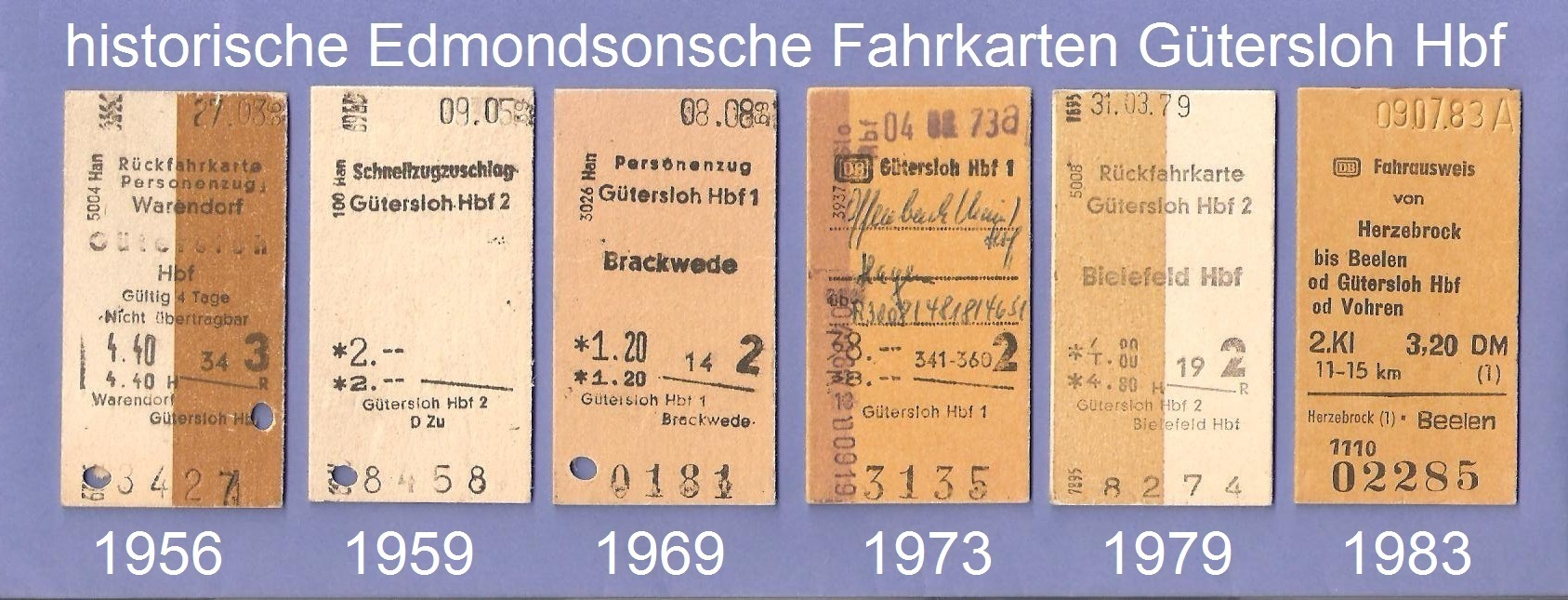
Zwischen 1956 und 1983 auf Gütersloh Hbf ausgestellte Edmondsonsche Fahrkarten der (ehem. 3. und) 2. Klasse

Güterslohs erstes Empfangsgebäude wurde von der Köln-Mindener Eisenbahn-Gesellschaft am Ende der heutigen Kökerstraße errichtet, 1876–1877 mit zwei Seitenflügeln und um 1900 nochmals um einen Anbau erweitert. Sein Standort war jenseits der heutigen Stützmauer in Höhe des Stohlmannplatzes. Nachdem das klassizistische Gebäude dem viergleisigen Ausbau der Bahnstrecke Hamm–Minden weichen musste, eröffnete die Deutsche Reichsbahn zum 21. Dezember 1925 am heutigen Standort auf dem damaligen „Queckwinkel“ ein repräsentatives neues Empfangsgebäude. Die weitgehende Umgestaltung der erweiterten Bahnanlagen, bei der auch alle höhengleichen Bahnübergänge durch Straßenunterführungen ersetzt wurden, kam im August 1932 mit Fertigstellung der neuen Güterabfertigung jenseits der Güterbahn am Langen Weg zum Abschluss. Schalterhalle und Südflügel (mit der Fahrkartenausgabe, Expressgut- und Gepäckabfertigung) wurden am 14. März 1945 durch Fliegerbomben beschädigt und im April 1945 von US-amerikanischen Soldaten gesprengt. Über sechs Jahre lang mussten Fahrkartenverkauf und Gepäckabfertigung fortan in einer provisorisch aufgebauten Baracke auf dem Bahnhofsvorplatz erfolgen. Die Deutsche Bundesbahn (DB) bezog den stehengebliebene Nordflügel (Bahnhofsgaststätte und Wartesaal) beim Wiederaufbau mit ein. Auf den Grundmauern des Vorgängergebäudes entstand zunächst ein zur Mittelachse verlängert ausgeführter neuer Südflügel, der am 3. Oktober 1951 wiedereingeweiht werden konnte. Mit Fertigstellung der dazwischen liegenden Empfangshalle in einer zeitypisch schlichteren Form bildet der heutige Hauptbahnhof seit 1953 den südöstlichen Abschluss der unmittelbaren Innenstadt.

### Elektrifizierung und Schnellfahrversuche
Der erste von der Elektrolokomotive E 10 438 gezogene Testzug fuhr am 25. September 1968, der offizielle Eröffnungs-Sonderzug mit der Elektrolokomotive 112 498-1 am 29. September 1968 in Gütersloh Hbf ein. Seit diesem Tag ist der Abschnitt zwischen Hamm und Wunstorf elektrifiziert und die wichtige Verbindung zwischen dem Ruhrgebiet und Hannover durchgehend elektrisch befahrbar.
Ab 1973 fungierte Gütersloh Hbf immer wieder als Ausgangspunkt für Erprobungs- und Schnellstfahrten vom Bundesbahn-Zentralamt Minden, bei denen z. B. eine Elektrolokomotive der DB-Baureihe 103 auf dem als Versuchsabschnitt hergerichteten geradlinigen Streckenteil zwischen Gütersloh und Neubeckum die Geschwindigkeit von 252,9 km/h erreichte. 1979 nahm die Deutsche Bundesbahn den 58 km langen Abschnitt zwischen Brackwede und Hamm als eine der ersten Schnellfahrstrecken Deutschlands in Betrieb; seitdem wurden die Bahnsteige an den beiden Hauptgleisen 2 und 3 fahrplanmäßig mit 200 km/h Höchstgeschwindigkeit passiert. Am 26. November 1985 erzielte ein mit hochrangigen Fahrgästen besetzter ICE/V-Versuchszug nach Durchfahren des Gütersloher Hauptbahnhofs bei Neubeckum mit 317 km/h einen neuen deutschen Rekord für Rad/Schiene-Fahrzeuge sowie einen Weltrekord für Drehstrom-Schienenfahrzeuge.

### Entwicklungen seit 2005
Die Anzeigetafeln an den Bahnsteigen waren ab Dezember 2005 defekt und wurden von DB Station&Service im Oktober 2008 wieder instand gesetzt. Ab Februar 2010 erfolgte eine umfangreiche Sanierung des Bahnhofs. Die Deutsche Bahn investierte unter anderem aus Mitteln der Konjunkturpakete rund drei Millionen Euro. Alle vier Bahnsteigkanten der zwei Inselbahnsteige wurden inzwischen von Grund auf neu gebaut und mit Blindenleitstreifen versehen. Außerdem erfolgten umfangreiche Maßnahmen zur Beleuchtung und Ausstattung der Station. Zudem erhielten die Bahnsteige Personenaufzüge, die am 23. Dezember 2011 in Betrieb genommen wurden. Die bis dahin provisorisch verwendeten Lastenaufzüge wurden inzwischen abgetragen.
Wird die vom Zweckverband Verkehrsverbund OWL angestrebte Wiederaufnahme des Personenverkehrs auf der Bahnstrecke Ibbenbüren–Hövelhof nach Harsewinkel und Verl realisiert, sollen die Züge für ein bequemes Umsteigen über eine neue Gleisanbindung mit der Bahnstrecke Ibbenbüren–Hövelhof direkt am Bahnsteiggleis 1 halten und so den Hbf vom jetzigen reinen Durchgangs- zum Anschlussbahnhof aufwerten. 2016 sollte die grundsätzliche Entscheidung über die zur Realisierung notwendige Landesförderung erfolgen. Eine Inbetriebnahme der Linie als RB 76 ist, Stand 2023, für Dezember 2025 geplant.

## Trivia

### Letzter Zugausrufer der Bundesbahn
Gütersloh war der letzte Bahnhof in der Bundesrepublik Deutschland, auf dem noch ein Schaffner (offiziell als „Pförtner“ bezeichnet) auf den Bahnsteigen, bei Verspätungen auch in der Empfangshalle und den Wartesälen, durch lautes Ausrufen die einfahrenden Reisezüge ankündigte. Die dabei verwendete Handglocke aus Bronze war auf Veranlassung vom Gütersloher Fabrikanten Carl Miele im Mielewerk gegossen und der Deutschen Reichsbahn gestiftet worden. Bis zu seiner Pensionierung im Juni 1957 erlangte Ludwig Hunke, der diese Aufgabe seit 1940 ausführte, mit seinem gewinnenden Wesen und Mutterwitz bei Durchreisenden wie Einheimischen eine gewisse Popularität als Gütersloher Original. Mit Rücksichtnahme auf den kriegsversehrten Eisenbahner hatte die Deutsche Bundesbahn die Einführung von Bahnhofslautsprechern in Gütersloh solange aufgeschoben.

### Besuch von Königin Elisabeth
Während eines zehntägigen Staatsbesuchs traf am 26. Mai 1965 um 12:35 Uhr die britische Königin Elisabeth II. auf Gleis 4 in Gütersloh Hbf ein. Der mit zwei Dieselloks der DB-Baureihe V 200.0 bespannte, 380 Meter lange Sonderzug D Esn 24525 bestand aus 15 Wagen, darunter zwei Salonwagen für die Königin, ein Salonwagen für Prinz Philip und ein Wagen für die Garderobe der Königin. Nach der Abnahme einer Flugzeugparade der Royal Air Force verließen die Staatsgäste um 14:40 Uhr im Sonderzug D Han 4711 Gütersloh in Richtung Brackwede zu einem Besuchsprogramm und kehrten gegen 0:25 Uhr zurück, damit der Sonderzug D Mst 3761 über die Bahnstrecke Ibbenbüren–Hövelhof auf das gesicherte Militärflughafengelände an der Marienfelder Straße überführt werden konnte, wo die britische Monarchin und ihr Prinzgemahl in den an ruhiger Stelle beim Offizierscasino abgestellten Salonschlafwagen übernachteten.